# بزرگراه شهید آوینی
بزرگراه شهید آوینی یکی از بزرگراه‌های شرقی-غربی جنوب تهران است که از شرق انتهای جنوبی بزرگراه امام علی را به سمت غرب به بزرگراه هاشمی متصل می‌کند. این بزرگراه با بزرگراه شهید رجایی تقاطع دارد.
این بزرگراه در منطقه ۲۰ تهران قرار دارد و از محله‌های علایین، شهید بهشتی، ولی آباد و ظهیرآباد می‌گذرد.
بزرگراه شهید آوینی به معابر اصلی مانند بزرگراه شهید کریمی، بزرگراه تهران - ورامین، بزرگراه شهید رجایی، سلمان فارسی غربی، کمیل، نورالهی، کریمی شیرازی، میثم شمالی، جاده دولت‌آباد متصل گردیده‌است.

## تاریخچه
پروژه بزرگراه شهید آوینی که نام سابق آن «کمربندی شهرری» بود برای نخستین بار در ۱۵ تیرماه سال ۱۳۷۱ مورد مطالعه قرار گرفت. شهرداری تهران یک سال قبل تر از آن یعنی در سال ۱۳۷۰ شروع مطالعات نخستین برای ساخت این بزرگراه را به یکی از شرکت‌های مشاوره داخلی اعلام کرد و بر این پایه قرار بود مهندسان مشاور، طرح بزرگراهی را آماده کنند که خودروها با سرعت ۸۰ کیلومتر در ساعت بتوانند در آن عبور کنند و البته این کمربندی محدوده شهرری را شامل شود.

## هنر
این بزرگراه دارای یک پل به نام سید مرتضی آوینی است که جانب شرق و غرب بدنه آن در سال ۱۳۹۱ با نقوش مذهبی و تاریخی در دو فاز اجرایی کاشی کاری شد.